# Национални парк Ваденско море (Шлезвиг-Холштајн)
Национални парк Ваденско море је национални парк стациониран у Шлезвиг-Холштајн, најсевернијој савезној држави Немачке на подручју које се налази уз Ваденско море.
Парк је основан 1. октобра 1985. године од стране парламента Шлезвиг-Холштајн, законом о националном парку из 22. јула 1995. године, који је значајно проширен 1999. године. Заједно са Националним парком Воденско море у Доњој Саксонији, Националним парком Ваденско море у Хамбургу и са деловима Лабе који не спадају у резерват природе, формирају немачки део Ваденског мора.
Овај национални парк протеже се од немачко—данске морске границе на северу, све до ушћа реке Лабе. Парк се простире и у Северно—фризијском подручју, где обухвата делове Северно-Фризијских острва и групу малих острва Халиген. Национални парк настањује велики број биљних и животињских врста, карактеристичних за подручја Ваденског мора, посебно велики број морских свиња, морских утви (Tadorna tadorna) и биљних врста из рода Zostera.
Парк покрива површину од 4415 km² и највећи је национални парк у Немачкој. Око 68% површине парка је под водом, а 30% је периодично суво. Од 1990. године парк је ушао у састав Унеско у оквиру програма Човек и биосфера, а 26. јуна 2009. године проглашен је светском баштином.

## Географија

### Подручје парка
Национални парк покрива подручје Шлезвига-Холштајна, обале Северног мора, све до границе са Данском на северу и ушћа реке Лабе на југу. У северном делу, граница националног парка се простире на 19 км територијалног мора, док на југу достиже границу на око 4,8 km територијалног мора. Морски насип и плаже нису део националног парка, тако да самим тим нису ни под заштитом. У оквиру парка и заштитне зоне не налазе се насељена острва у мору, укључујући пет немачких Северсно-фрискијих острва, највеће острво Халиген, острва Лангенес, Хоге, Греде и Еланд.

## Флора и фауна
Слана вода, плима и јаки ветрови карактеристични су за подручје Националног парка Ваденско море. Само изузетно специјализовани организми могу се прилагодити животу на овом простору. Парк настањује велики број миграционих птица, нарочито у пролеће и јесен, када се хране. У овом националном парку пописано је 700 биљних и 2500 животињских врста, од кога је 10% њих ендемично..

### Биљке
Zostera једина је цветна биљка у Ваденском мору која има могућност да живи под водом. Биљке су углавном стациониране у северном делу парка и покривају површину од 6000 хектара. На мочварним земљиштима националног парка карактеристичне су Puccinellia maritima, Hordeum marinum, слатинска боквица и Carex distans. У долинама се могу наћи мале количине биљака, због екстермних услова, а врсте које тамо расту укључују усколисни ветрогон (Eriophorum angustifolium), росуљу и ливадску линцуру (Gentiana pneumonanthe).

### Животиње
У оквиру националног парка, у водама Ваденског мора живи велики број водених свиња, сивих фока и обичних туљана, којих према попису администрације националног парка из 2017. има 13.000. Скоро половина популације обичних туљана угинула је током епидемије 1988. и 2002. године. Број сивих фока у парку је 140 и углавном настањују пешчане пределе у близини острва Амрум.
Преко националног парка током године прође више од 10 милиона птица, нарочито у пролеће и јесен, што га чини подручјем где је смештено највише птица у Европи. Парк настањују врсте као што су белолика гуска, кривокљуни спрудник, велика царска шљука, речни галеб, остригар, сабљарка, гриваста гуска и многе друге. Последњих година број птица се изузетно смањио, а претпоставља се да је главни разлог за то развој туризма.
На простору парка настањено је преко 200.000 патака, што је редак примерак у свету оволиког броја патака на једном подручју 